# スーパービデオCD
スーパービデオCD（SVCD）は、CD-ROMに動画や音声などを記録し、対応機器で再生するための規格である。

## 概要
スーパービデオCDは、ビデオCDより高画質、高音質な動画を扱える規格として、中国で開発され、後に規格書「ホワイトブック」に追加された
。ビデオCDと同様に映像はデジタル形式で格納されているため画像の劣化が少なく、特にジッターと呼ばれる映像の横揺れはほとんど存在せず、アナログビデオ特有の色むらなども少ないという特徴を持つ。
一部のDVDプレーヤーはスーパービデオCDの再生に対応しているものがあるが、一般的なDVDプレーヤーでは再生できず、対応機器はDVDはおろかビデオCDと比べても少ない。しかし、開発国である中国製のDVDプレーヤーでは再生可能な機種が多い。

## 規格仕様
- 解像度（2/3 D1）
  - NTSC
    - 480×480

  - PAL
    - 480×576

スーパービデオCDに収録される形式は標準化されている。映像の解像度はNTSCでは480×480ピクセル、PALでは480×576ピクセルとなっており、垂直方向の解像度は通常のテレビ画面と同一である。水平方向は480ピクセルとなっていて、DVD-Videoなどに比べて少ない。映像圧縮方式はMPEG-2を採用しており、可変ビットレートが使用可能である。最大ビットレートは2.6Mbps、最低ビットレートは規格上特に規定されていない。
スーパービデオCDのビットレートは、ビデオCDやオーディオCDと比較してかなり高い。そのため、一枚あたりの記録時間はそれらの規格より短くなる（30分程度）。
音声はMPEG-1 LayerIIで、固定ビットレートとなっている。